# Taeromys hamatus
Espèce
Statut de conservation UICN

 DD  : Données insuffisantes
Taeromys hamatus est une espèce de rongeur de la famille des Muridae, du genre Taeromys endémique d'Indonésie.

## Taxonomie
L'espèce est décrite pour la première fois par les zoologistes américains Gerrit Smith Miller, Jr et Ned Hollister en 1921.

## Distribution et habitat

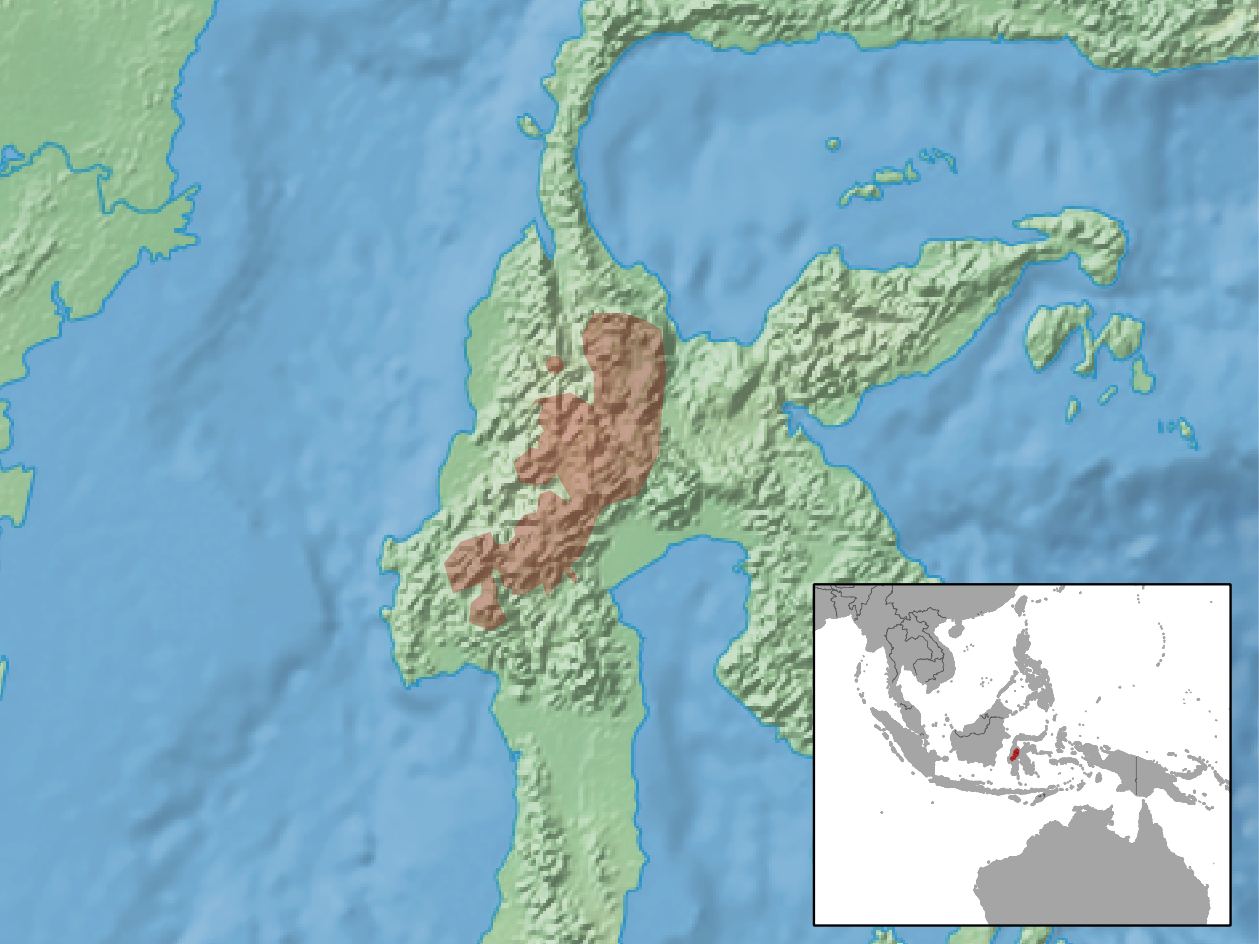
Répartition de l'espèce.

L'espèce est présente dans trois localités montagneuses du centre de l'île de Sulawesi en Indonésie : Gunung Lehio, Gunung Kanino et Gunung Nokilalaki mais pourrait également se rencontrer dans les zones alentour.

## Menaces
L'Union internationale pour la conservation de la nature la place dans la catégorie « Données insuffisantes » par manque de données relatives au risque d'extinction en 2008 après qu'elle l'a classée vulnérable depuis 1996.